# Ojō to Banken-kun
Ojō to Banken-kun (お嬢と番犬くん?  lit. 'Una señorita y su perro guardián') es una serie de manga escrita e ilustrada por Hatsuharu. La historia gira en torno a la relación amorosa entre la nieta del jefe de una banda Yakuza, la adolescente Isaku; y uno de los mandos de ese grupo, Keiya, quien la ha cuidado desde siempre y le lleva once años. Esta configuración se da con frecuencia en los mangas shōjo y estaba en auge cuando la obra se estrenó.
La revista mensual Bessatsu Friend, de la editorial japonesa Kōdansha, lo publica por entregas desde el 13 de octubre de 2018 y lanzó el primer volumen tankōbon el 12 de abril de 2019. Por cuestiones de salud de la autora, así como por períodos donde esta ha tomado descansos para planificar el futuro de la serie, Ojō to Banken-kun ha entrado en pausa varias veces. El manga inspiró un anime producido por Project No.9, que se emitió entre septiembre y diciembre de 2023 en las cadenas Tokyo MX, BS Asahi y ytv. Además, con base en el material escrito, en marzo de 2025 Keiichi Kobayashi estrenó una película que Riko Fukumoto y el músico Jeese protagonizaron.
Ojō to Banken-kun gozó de cierto éxito en la escena nacional del manga y hacia fines de 2014 había vendido 3,36 millones de ejemplares. La adaptación de Project No.9 corrió con menos suerte, puesto que recibió críticas negativas de la prensa objetivadas en el emparejamiento entre los protagonistas y en la calidad de la animación.

## Argumento

### Sinopsis
La historia está centrada en Isaku Senagaki, quien, tras perder a sus padres a los cinco años, debe irse a vivir con su abuelo. Este, como tercer jefe de un grupo Yakuza y sin tiempo para cuidar a su nieta, encarga la protección de la niña a uno de sus subordinados, Keiya Utō, de dieciséis años. Diez años después, la ahora adolescente Isaku se ha enamorado perdidamente de su guardaespaldas y genera temor entre quienes la rodean.
Para superar sus sentimientos, Isaku decide incribirse en una escuela donde nadie conoce su linaje, con la esperanza de hacer amigos y conocer a otros chicos. Sin embargo, Keiya falsifica su edad e ingresa al mismo colegio para seguir protegiéndola de cerca. A medida que avanza la trama, las luchas entre bandas criminales llevan a varios personajes secundarios a amenazar la seguridad de Isaku, lo que brinda a Keiya la oportunidad de rescatarla. La escuela funciona como uno de los escenarios principales, por lo que, en algunos momentos, la acción gira en torno a las actividades curriculares de los protagonistas.

### Características

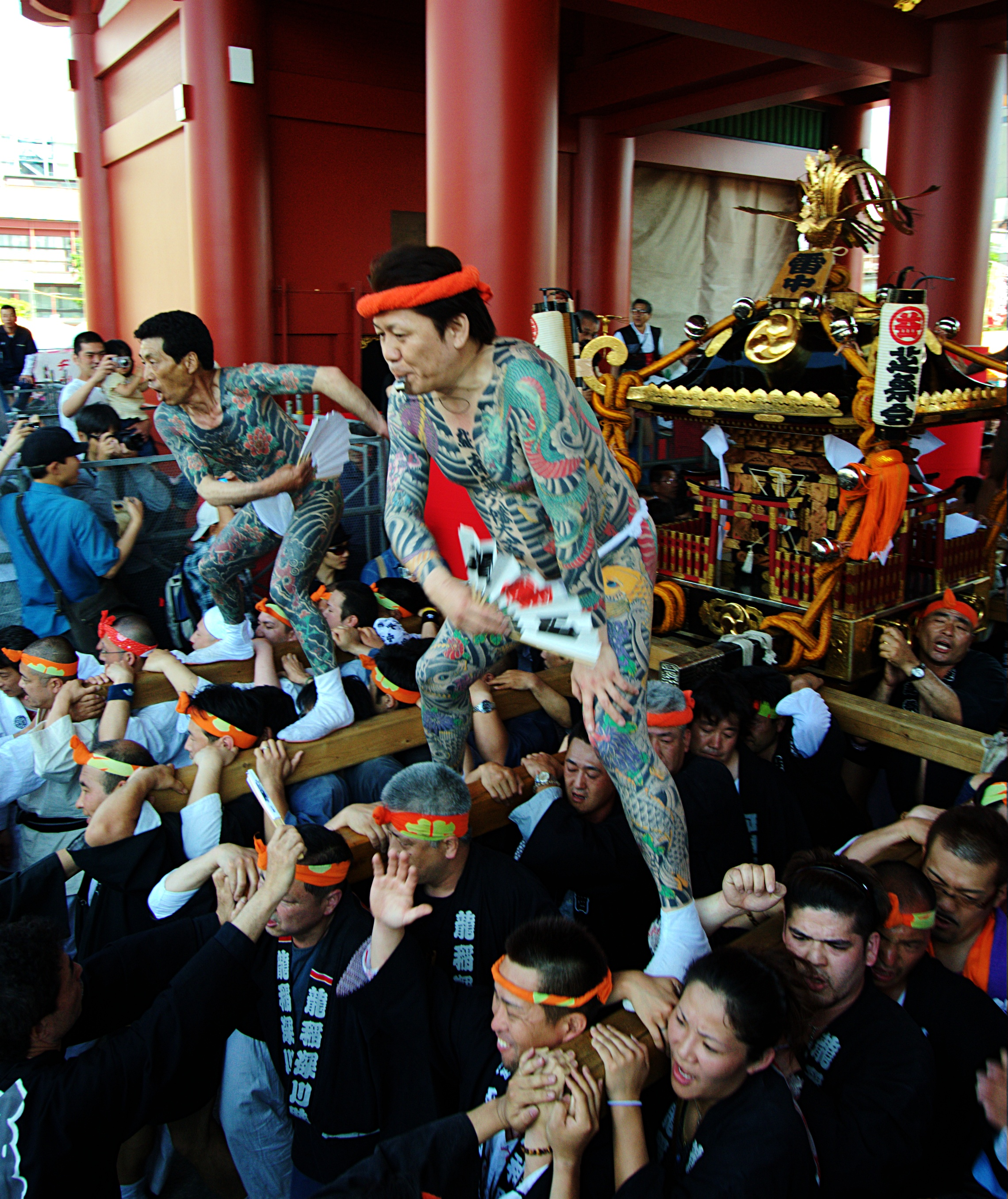
La Yakuza compone uno de los ejes principales de la obra

Sustancialmente, este es un relato de amor entre una muchacha y un hombre significativamente mayor, una configuración que se da con frecuencia en los mangas para adolescentes mujeres. En relación con eso, se plasma lo diferentes que son las perspectivas de Isaku y Keiya en virtud de las experiencias de cada uno, y con ese planteamiento se juega con la dinámica entre ambos: así como la joven es inexperta, el hombre está versado en el sexo y siempre lo ha visto como algo meramente carnal. Es de esta manera que el amor entre ambos está repleto de obstáculos, cosa que se advierte también en sus distintos estatus sociales. La expectativa subvertida tiene recorrido hasta los capítulos que componen el séptimo volumen, que es cuando ambos consuman la relación.
La comedia y el romance conviven con secuencias de acción, como los tiroteos entre bandas mafiosas. Al igual que en muchos mangas de yakuzas, existe una yuxtaposición entre secuencias de la vida diaria y momentos dramáticos. En la cosmovisión de la serie, se justifican las acciones y los celos de Keiya, quien no duda en ahuyentar violentamente a cualquier muchacho que quiera conversar con su protegida o en enfadarse cuando la susodicha usa un traje de baño en la playa. Esto no deja de ser un elemento narrativo característico del shōjo, donde el interés amoroso puede ser celoso y mezquino, pero el resto del elenco masculino es mucho peor.
En lo que al apartado visual respecta, el manga no tiene una ilustración sumamente detallada y el anime presenta una animación estática, como atestiguan las secuencias donde los personajes no modulan para pronunciar los diálogos y viceversa, que puede explicar el hecho de que, en el momento de producir esta serie, Project No.9 se encontraba animando dos más.

## Personajes
- Isaku Senagaki (瀬名垣 一咲 Senagaki Isaku?) es una estudiante de quince años que se anota en una nueva escuela, donde cursará primer año de secundaria, porque queda lejos de la ciudad y así nadie podrá saber que procede de una familia de yakuzas.[1] En el afán de superar sus sentimientos por Keiya, se muestra abierta a conocer otros chicos, campo en el que no tiene experiencia.[3] A pesar de la configuración de la serie, que muchas veces la obliga a cumplir el papel de damisela en apuros, tiene una personalidad fuerte y es capaz de defenderse por sí misma.[3] En el anime, es interpretada por Akari Kitō.[22]

- Keiya Utō (宇藤 啓弥 Utō Keiya?) es el amor platónico de veintiséis años y el yakuza asignado como guardaespaldas de Isaku, a quien crio desde pequeña, como si se tratara de su hija.[18][19] Se lo presenta como un hombre muy guapo y hábil en el uso del arma de fuego, además de ser fumador empedernido.[16][23] Es sobreprotector con la muchacha, al punto de sabotearle la vida social, y al inicio de la historia ya la ve como potencial pareja.[3][21] Lleva cerca de una década siendo sexualmente activo, frecuentemente en contextos de prostitución o de sexo casual, por lo que es torpe a la hora de forjar vínculos con mujeres.[3] Esto se refleja en la primera experiencia de ese estilo que tiene con Isaku, donde se comporta de manera dominante, nada romántica.[21] El encargado de interpretarlo en el anime es Yūichirō Umehara.[22]

Los personajes secundarios de Ojō to Banken-kun no tienen un peso significativo en la trama. Entre ellos se puede mencionar a las dos amigas de Isaku, quienes se limitan a comentar acerca de la relación de los protagonistas, o a Mikio Tanuki, un compañero de escuela que proviene de otra familia yakuza y que, al principio, tiene intenciones desconocidas con Isaku. Más allá del ámbito del colegio, otra figura a destacar es Kaori Sekiya, la propietaria de un club asociado a la familia Senagaki que en el pasado tuvo una relación con Keiya.

## Producción

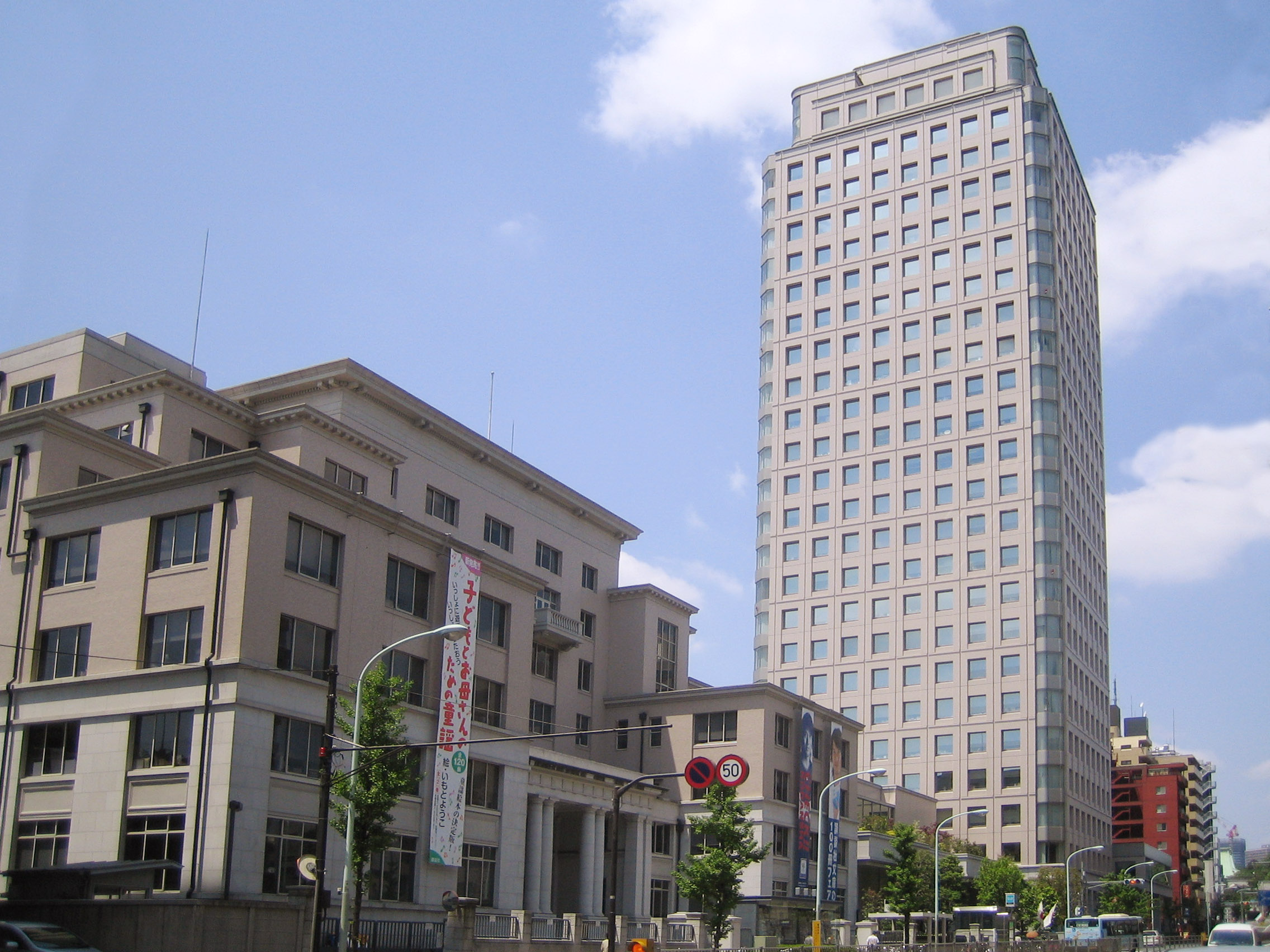
Sede central de Kōdansha en Tokio, 2006

Hatsuharu ya había ejercido como mangaka para Bessatsu Friend con la publicación de Can I Kiss You Every Day?, aunque ninguna de sus obras se había entendido por más de cuatro volúmenes recopilatorios, como acabó consiguiendo Ojō to Banken-kun. La idea de un hombre agobiante y varonil que se desvive por una joven está inspirada en un personaje de Can I Kiss You Every Day?, Ataka, que hace lo propio con su hermana menor. La mangaka replicó el concepto porque este había recibido aceptación por parte de los lectores. Además, desde su propia experiencia vio factible que el adulto en cuestión se hiciera pasar por estudiante de secundaria, pues por aquel entonces a ella solían confundirla con alguien mucho más joven, a pesar de que contaba con más de treinta años. Para este título, desarrolló los emparejamientos románticos sin ceñirse a la opinión del grupo editorial.
El diseño de Isaku marcó un precedente en las características de la autora, puesto que por primera vez prefirió que la protagonista llevara el cabello largo, algo que, si bien es laborioso de ilustrar, le provee un abanico de posibilidades en lo que a estilos refiere. Además, acostumbra a dibujarla con prendas holgadas, porque son de su gusto. La artista no tenía antecedentes tampoco en la composición de un personaje como Mikio Tanuki, un lujurioso impredecible que obstaculiza la aproximación de la pareja principal, lo que le supuso un reto. Con esta figura, la mangaka aprovechó a representar el acto de «cometer una maldad porque sí», que se manifiesta en la escena en que Mikio, sin causa aparente, se saca un cuchillo de la manga y amenaza con degollar a Isaku.

## Contenido

### Manga
La revista mensual de Kōdansha Bessatsu Friend publicó el manga por entregas desde el 13 de octubre de 2018 y, desde entonces, ha recopilado los capítulos en volúmenes tankōbon, el primero de los cuales salió al mercado japonés el 12 de abril de 2019. La sede estadounidense de la compañía, Kodansha USA, editó la historieta en inglés, como había confirmado en noviembre de 2020, y publicó el primer volumen compilatorio el 16 de febrero de 2021. Desde el 6 de marzo de 2023, fecha en la que se habían difundido ocho tomos, Ojō to Banken-kun cesó temporalmente la publicación, hasta que Hatsuharu se recuperara de unos problemas de salud. En la edición de enero de 2024 de Bessatsu Friend, se informó de que la obra entraría en pausa otra vez, para que la autora tuviera más tiempo de estructurar el siguiente arco argumental. La situación se extendió y, hacia abril de 2024, a la preparación del material se sumaron nuevos problemas de salud de la mangaka.
| Lista de volúmenes | Lista de volúmenes       | Lista de volúmenes     | Lista de volúmenes |
| #                  | Fecha de publicación     | ISBN                   |                    |
| ------------------ | ------------------------ | ---------------------- | ------------------ |
| 1                  | 12 de abril de 2019      | ISBN 978-4-06-515154-9 |                    |
| 2                  | 13 de septiembre de 2019 | ISBN 978-4-06-517003-8 |                    |
| 3                  | 10 de enero de 2020      | ISBN 978-4-06-518251-2 |                    |
| 4                  | 11 de junio de 2020      | ISBN 978-4-06-519779-0 |                    |
| 5                  | 13 de noviembre de 2020  | ISBN 978-4-06-521317-9 |                    |
| 6                  | 13 de mayo de 2021       | ISBN 978-4-06-523303-0 |                    |
| 7                  | 13 de enero de 2022      | ISBN 978-4-06-525897-2 |                    |
| 8                  | 13 de octubre de 2022    | ISBN 978-4-06-529154-2 |                    |
| 9                  | 13 de septiembre de 2023 | ISBN 978-4-06-532984-9 |                    |

### Anime
| Director             | Yoshihiro Takamoto |
| Creador original     | Hatsuharu          |
| Composición          | Aya Satsuki        |
| Dirección artística  | Hidetoshi Kaneko   |
| Diseño de personajes | Yukiko Ban         |
| Edición              | Michi Takigawa     |
| Música               | Tsubasa Ito        |

El 9 de octubre de 2022, Pony Canyon anunció una adaptación a anime y que este se estrenaría al año siguiente. En marzo de 2023, se adelantó que la transmisión comenzaría en octubre y que los responsables de producirlo eran Yoshihiro Takamoto, en la dirección; Aya Satsuki, como guionista en jefe; Yukiko Ban, en el diseño de personajes; y el estudio Project No.9, en la animación. Para agosto se conocía que el tema de apertura, «Suki ni Naccha Dame na Hito» (好きになっちゃダメな人?  lit. «Alguien de quien no deberías enamorarte»), correría a cargo de Masayoshi Ōishi, así como que la actriz de voz de Isaku, Akari Kitō, interpretaría el de cierre, «Magie×Magie».
Los trece episodios se emitieron entre el 28 de septiembre y el 21 de diciembre de 2023 en las cadenas japonesas Tokyo MX, BS Asahi y ytv. Como se había adelantado en la Japan Expo, Crunchyroll los transmitió de manera simultánea con Japón en, entre otros sitios, España y Sudamérica. Algunas plataformas que posteriormente incluyeron esta serie en sus catálogos fueron Ani-One Asia y Netflix.

### Película
En mayo de 2024, los productores anunciaron que adaptarían la historia a una película que dirigiría Keiichi Kobayashi, con guion de Yôsuke Masaike y actuaciones de Riko Fukumoto como Isaku, y Jeese, del grupo SixTones, como Keiya. Muchos de los diálogos son exactos a los de la obra original, aunque, por una cuestión de formato, el ritmo y el tiempo divergen. La filmación ocurrió entre junio y agosto de ese año y, para la ocasión, se abrió una página web sobre la producción mediante la que, en septiembre, se confirmó la fecha de estreno en Japón: 14 de marzo de 2025.

## Recepción
La obra se hizo con popularidad en la industria del manga y, hasta el 2 de diciembre de 2024, había vendido 3,36 millones de copias. Según datos de Kōdansha, esta fue una de tantas producciones sobre adolescentes y hombres dominantes que, para 2020, estaban en auge en Japón. El programa se estrenó en una temporada donde los animes de romance gozaron de gran repercusión y suscitó críticas negativas por presuntamente estar escrito «por y para pedófilos». Caitlin Moore, de Anime News Network, excusó al personal creativo con el argumento de que «ese tipo de acusaciones no se sostienen. La historia se narra desde la perspectiva de Isaku y refleja la fantasía de que un adulto atractivo te corresponda». A fecha de 2025, el consenso del sitio web MyAnimeList, que puede reflejar la opinión pública sobre Ojō to Banken-kun, es que el material escrito tiene una puntuación de 6,8 en una escala del uno al diez, según los votos de más de 2500 usuarios. En comparación, la valoración del anime es baja: tiene un 5,67 después de que más de 27 000 lectores dieran su opinión.
En un artículo para Comic Book Resources, Maham Arsalan encontró que la premisa «interesante» se ve empobrecida por elementos «desagradables», aunque le pareció que la historia de amor genera cierta intriga y que la serie bien podría considerarse «un placer culposo». Dos analistas de Anime News Network, Rebecca Silverman y la ya mencionada Moore, lo escogieron como el peor anime de la temporada. La primera argumentó que se hizo un peor trabajo que en el manga, debido a la animación estática, las fallas a la hora de adaptar algunas expresiones faciales y las paletas de colores marrones y rosados, que perjudican el apartado visual; y a la segunda, la «historia de amor pseudoincestuosa» le pareció «repugnante», además de citar que la pareja principal carece de química. En otro artículo de similar índole, con respecto a la calidad de la animación, Silverman afirmó que disfrutaba ver «cómo los personajes se deformaban cada vez más con cada capítulo» y comparó esta serie con una caricatura. Anjali Sharma, de Midgard Times, sí se refirió en buenos términos a las interacciones entre Isaku y Keiya, que describió como «encantadoras, por curioso que se oiga. Es como ir al circo: no sabes si aplaudir o sentir vergüenza». Sharma gustó de otras cuestiones, como el humor involuntario, que halló en los errores de animación y de guion. Aun así, juzgó severamente el diseño de personajes, el mencionado aspecto visual, el desenvolvimiento de las figuras principales y los clichés de la trama, que a la postre es «predecible».